# 2008 en jeu
Chronologie du jeu
- 2004
- 2005
- 2006
- 2007
- 2008
- 2009
- 2010
- 2011
- 2012

Cet article présente les faits marquants de l'année 2008 concernant le jeu.

## Évènements

### Compétitions
- 17 août : l’Allemand Julian Ziesing remporte le XVIIIe championnat du monde de Diplomatie à Lockenhaus devant le Français Cyrille Sevin et l'Allemand Daniel Leinich.
- Août : l’Américain Todd Sweet remporte le VIIe championnat du monde des Colons de Catane à Indianapolis.
- Octobre : l’Allemand Ralph Querfurth remporte le IIIe championnat du monde de Carcassonne à Essen.
- 29 octobre : à Bonn, l’Indien Viswanathan Anand remporte aux échecs le championnat du monde l’opposant au Russe Vladimir Kramnik et conserve ainsi son statut de champion.
- 22 novembre : l’Italien Michele Borassi remporte le XXXIIe championnat du monde d’Othello à Oslo.
- 14 décembre : le Français Marvin Lefebvre remporte le XXIVe Championnat de France de Diplomatie à Paris devant ses compatriotes Gwen Maggi et Alexandre Godfroy[1].

#### Scrabble
- Février : Antonin Michel remporte la Coupe de Cannes.
- Mars : Aurélien Delaruelle remporte le Championnat de France de Scrabble classique.
- Mars : Christian Pierre remporte le Championnat de Belgique.
- Mai : Eugénie Michel remporte la Coupe de Vichy.
- Mai : Étienne Budry remporte le Championnat de France de Scrabble duplicate.
- Mai : Germain Boulianne remporte le Championnat du Québec et dépasse le record de François Bédard en remportant son huitième titre national.
- Juillet : Les Championnats du monde de Scrabble francophone :
  - Éric Vennin remporte le championnat individuel ;
  - Dominique Le Fur et Christian Martin remportent le championnat par paires ;
  - Antonin Michel remporte le championnat en blitz ;
  - Elisée Poka remporte le championnat du monde de Scrabble classique ;
  - Sylvie Guillemard remporte l’épreuve open.

## Économie du jeu
- 4 janvier 2008 : l'éditeur Hasbro annonce le rachat de l'éditeur canadien Cranium pour 77,5 M$

## Récompenses
| Récompense                              | Jeu                       | Auteur(s)                                   | Éditeur(s)       |
| --------------------------------------- | ------------------------- | ------------------------------------------- | ---------------- |
| As d'or Jeu de l'année enfants          | Les chevaliers de la tour | Christian Tiggemann                         | Haba             |
| As d'or Jeu de l'année                  | Marrakech                 | Dominique Ehrhard                           | Gigamic          |
| Deutscher Spiele Preis                  | Agricola                  | Uwe Rosenberg                               | Lookout Games    |
| Games Magazine Awards                   | Les Piliers de la Terre   | Michael Rieneck (de) et Stefan Stadler (de) | Kosmos/Filosofia |
| Kinderspiel des Jahres                  | Wer war's ?               | Reiner Knizia                               | Ravensburger     |
| Spiel der Spiele                        | Suleika                   | Dominique Ehrhard                           | Zoch             |
| Spiel des Jahres                        | Keltis                    | Reiner Knizia                               | Kosmos           |
| Prix du public du jeu de Saint-Herblain | Le Temple des Mayas       | Roberto Fraga                               | Haba             |

## Décès
- 17 janvier 2008 : Bobby Fischer
- 4 mars 2008 : Gary Gygax
- 7 juin 2008 : Erick Wujcik